# Eritromicin
Eritromicin je makrolidni antibiotik koji formira vrsta Streptomyces erythreus. On inhibira bakterijsku sintezu proteina vezivanjem za bakterijske -[50S]- ribozomalne podjedinice. Njegovim vezivanjem se inhibira dejstvo peptidil transferaze i time se ometa translokacija aminokiselina tokom translacije i formiranja proteina.

## Spoljašnje veze
|  | Molimo Vas, obratite pažnju na važno upozorenje u vezi sa temama iz oblasti medicine (zdravlja). |